# Rogers Cup 2005
Rogers Cup 2005 — профессиональный теннисный турнир, проводившийся в Монреале и Торонто, Канада на хардовых кортах. Мужской турнир проводится в 116-й раз в рамках серии ATP 1000; женское же соревнование проводится в 104-й раз и принадлежит к 1-й категории WTA. Соревнование традиционно проводится на открытых хардовых кортах. Мужской турнир в этом году проводился в Монреале, а женский — в Торонто. Соревнования прошли с 8 по 14 августа для мужчин и с 15 по 21 августа для женщин.
Прошлогодние победители:
- мужской одиночный разряд —  Роджер Федерер
- женский одиночный разряд —  Амели Моресмо
- мужской парный разряд —  Махеш Бхупати /  Леандер Паес
- женский парный разряд —  Синобу Асагоэ /  Ай Сугияма

## Соревнования

### Мужчины одиночки
Рафаэль Надаль обыграл  Андре Агасси со счётом 6-3, 4-6, 6-2.
- Надаль выигрывает 9-й одиночный титул в сезоне и 10-й за карьеру в основном туре ассоциации.
- Агасси сыграл 2-й одиночный финал в сезоне и 89-й за карьеру в основном туре ассоциации.

### Женщины одиночки
Ким Клейстерс обыграла  Жюстин Энен-Арденн со счётом 7-5, 6-1.
- Клейстерс выигрывает 6-й одиночный титул в сезоне и 27-й за карьеру в туре ассоциации.
- Энен-Арденн сыграла 5-й одиночный финал в сезоне и 34-й за карьеру в туре ассоциации.

### Мужчины пары
Уэйн Блэк /  Кевин Ульетт обыграли  Энди Рама /  Йонатана Эрлиха со счётом 6-7(5), 6-3, 6-0.
- Блэк выигрывает 2-й парный титул в сезоне и 18-й за карьеру в основном туре ассоциации.
- Ульетт выигрывает 2-й парный титул в сезоне и 24-й за карьеру в основном туре ассоциации.

### Женщины пары
Анна-Лена Грёнефельд /  Мартина Навратилова обыграли  Кончиту Мартинес /  Вирхинию Руано Паскуаль со счётом 5-7, 6-3, 6-4.
- Грёнефельд выигрывает 2-й парный титул в сезоне и за карьеру в туре ассоциации.
- Навратилова выигрывает 1-й парный титул в сезоне и 175-й за карьеру за карьеру в туре ассоциации. На этом турнире она с разными партнёршами побеждает в 5-й раз (до этого в 1981-82, 1985 и 2003 годах).